# Gomphosus
Gomphosus is een geslacht van straalvinnige vissen uit de familie van de lipvissen (Labridae). Het geslacht is voor het eerst wetenschappelijk beschreven in 1802 door Lacépède.

## Soorten
De volgende soorten zijn bij het geslacht ingedeeld:
- Gomphosus caeruleus (Lacépède, 1801)
- Gomphosus varius (Lacépède, 1801)